# Масловский, Яков Ефимович
Яков Ефимович Масловский (Янкель Хаимович Масловский; 1902, Ржищев — 29 декабря 1984, Москва) — советский военный деятель, генерал-майор (2 ноября 1944 года).

## Биография
Яков Ефимович Масловский родился в 1902 году в Ржищеве. Окончил начальную школу. В 1920 году вступил в ряды РККА, окончил Высшую пограничную школу. Служил на политической работе в войсках. В 1940 году военком политического отдела Управления пограничных войск НКВД Ленинградского округа, с июля того же года военком на той же должности в Прибалтийском округе, затем заместитель начальника войск по политической части и начальник отдела политической пропаганды Управления пограничных войск НКВД Украинской ССР.
С августа по сентябрь 1941 года военком войск НКВД по охране тыла Юго-Западного фронта, начальник Управления охраны войскового тыла Центрального фронта. С осени 1941 года заместитель начальника, затем начальник Политического управления войск НКВД СССР. В 1943 году начальник политического отдела отдельной армии войск НКВД. В 1943−1945 годах начальник политического отдела 70-й армии 2-го Белорусского фронта.
С 1947 года начальник политического отдела 8-й гвардейской армии. В последующие годы на военно-политической в Советской Армии. После смерти Сталина, в период массовой перестановки руководящих кадров, 1 июня 1953 года отправлен в отставку.
Скончался 29 декабря 1984 года.